# Mitophis pyrites
Espèce
Synonymes
- Leptotyphlops pyrites Thomas, 1965

Mitophis pyrites est une espèce de serpents de la famille des Leptotyphlopidae.

## Répartition
Cette espèce est endémique d'Hispaniola. Elle se rencontre dans le Sud-Est d'Haïti et dans le sud-ouest de la République dominicaine.

## Description
L'holotype de Mitophis pyrites mesure 133 mm dont 5,5 mm pour la queue. Cette espèce présente une teinte générale noisette.

## Étymologie
Son nom d'espèce, pyrites, fait allusion au lieu de sa découverte, la ville de Perdenales, mot signifiant également  le silex en espagnol et dont la traduction en grec ancien n'est autre que πυρίτης, pyrítês, « pierre à feu ».

## Publication originale
- Thomas, 1965 : The genus Leptotyphlops in the West Indies with description of a new species from Hispaniola (Serpentes, Leptotyphlopidae). Breviora, n. 222, p. 1-12 (texte intégral).